# Constantin-Stelian-Emil Moț
Constantin-Stelian-Emil Moț (n. 23 aprilie 1981

, Slatina, România) este un deputat român, ales în 2012 din partea Partidului Social Democrat.